# Carcinopodia aurantiaca
Carcinopodia aurantiaca is een vlinder uit de familie van de spinneruilen (Erebidae). De wetenschappelijke naam van deze soort werd voor het eerst voorgesteld als Anaphosia aurantiaca door George Francis Hampson in een publicatie uit 1909.
Deze soort komt voor in Zambia, Zimbabwe en Zuid-Afrika.